# Карай (Марий Эл)
Карай — деревня в Волжском районе Республики Марий Эл России. Входит в состав Петъяльского сельского поселения.
Численность населения — 766 (2010) человек.

## География
Деревня находится в 45 км к северо-востоку от центра муниципального района — города Волжска.

## Легенда
На берегу реки Волга жил со своей семьёй старик. У него было 4 сына. Старшего звали Корай, второго — Карай, третьего — Керей, четвёртого — Орай. Когда все сыновья подросли и были способны жить самостоятельно, старик позвал их к себе и сказал: «Дети мои, вы стали взрослыми, и вам всем пора обзавестись своим хозяйством. Самый младший останется со мной, а вам троим придётся искать новое место. Найдите понравившуюся местность и поставьте там свой дом».
Рано утром три брата вышли из дома, и каждый выстрелил из своего лука. Где стрелы упали, там они и поставили свои дома. По другой версии они просто пошли искать подходящее место. Керей двинулся на север, а Корай и Карай — на северо-восток. Вскоре Карай нашёл себе подходящее место и остался там. А Корай ещё шёл целый день по дремучему лесу. Вскоре и он решил остановиться и построить себе дом. Место, где братья родились, теряется в глубине веков, а название основных их поселений сохранились до настоящего времени. Поселение Керея — деревня Керебеляк в Звениговском районе, поселения Карая — деревня Карай Волжского района, а илем Корая — деревня Корай (Чодраял).

## История
В 1763 году в деревне Карай проживали государственные крестьяне, марийцы. В 1795 году в деревне Карай Азъяльской волости Царевококшайского уезда находилось 39 дворов, проживали 108 мужчин и 67 женщин. В 1839 году деревня входила в состав Петъяльского общества Петъяльской волости. В 1859 году в 74 дворах проживали 256 мужчин и 272 женщины. В 1887 году в деревне Карай Сотнурской волости Царевококшайского уезда проживали 351 мужчина и 361 женщина — православные марийцы, 3 мужчины и 4 женщины — русские.
С 1891 года в деревне существовала Карайская церковно-приходская школа.
В 1902—1905 годах в деревне Карай Сотнурской волости Царевококшайского уезда в 149 дворах проживали 397 мужчин и 447 женщин.
В 1919 году работала школа I ступени.
В 1923 году в деревне Карай Сотнурской волости Краснококшайского кантона находилось 202 двора, проживали 909 человек. В 1926 году деревня входила в состав Нагоринского сельсовета Звениговского кантона. В это время в деревне Карай находилось учреждение ликбеза.
В 1926 году существовали деревни Верхний Карай и Нижний Карай Нагоринского территориального образования Звениговского кантона.
В 1930 году в деревне работала марийская школа I ступени. В 1937 году в деревне Карай Нагоринского сельсовета Сотнурского района находилась изба-читальня.
В 1939 году работала Карайская неполная средняя школа. Преподавание велось на марийском языке.
На основании Указа Верховного Совета Марийской АССР от 30 июля 1960 года произошло слияние деревень Верхний Карай и Нижний Карай, объединившаяся деревня стала вновь называться Карай.
В 1980 году в деревне Карай Карайского сельсовета Волжского района находилось 229 хозяйств, проживали 326 мужчин и 443 женщины, большинство — марийцы. В деревне Карай находилась центральная усадьба колхоза им. Прохорова. В деревне работала восьмилетняя школа.
В 2002 году в деревне — 261 двор, проживали 779 человек.
1 января 2006 года Карайский и Учейкинский сельские поселения вошли в состав Петъяльского поселения.
В деревне установлены два памятника: 9 мая 1975 года в честь 30-летия Победы перед зданием Карайской средней школы — обелиск в честь павших воинов в годы Великой Отечественной войны 1941—1945 годов, перед ЦСДК «Эрвий» установлен бюст Героя Советского Союза Зинона Прохорова. Бюст открыт 9 мая 1990 года в честь 45-летия Победы.

## Население
| 2002 | 2010 |
| ---- | ---- |
| 722  | ↗766 |

## Известные жители
Эпанаева Анастасия Васильевна (1911—1981) — директор Карайской школы (1952—1956).

## Транспорт
Деревня расположена на автодороге регионального значения 88К-011 Помары — Коркатово.
Имеет автобусное сообщение с Волжском.

## Образовательно-воспитательные учреждения
- Карайская средняя общеобразовательная школа.

## Культура
- Карайский центральный сельский дом культуры «Эрвий».
- Карайская сельская библиотека.

## Здравоохранение
- Карайский фельдшерско-акушерский пункт.
- Карайский ветеринарный участок.

## Связь
- Карайское отделение связи.